# 蓋爾登弗洛伊特河
51°32′53″N 6°18′50″E / 51.548003033628426°N 6.314016580581665°E
蓋爾登弗洛伊特河（德語：Gelderner Fleuth），是德國的河流，位於該國西部，處於北萊茵-威斯特法倫州，屬於尼爾斯河的支流，河道全長27公里，流域面積173平方公里。